# Nico Landeweerd
Nicolaas „Nico” Albertus Adrianus Landeweerd (ur. 3 kwietnia 1954 w Hilversum) — były holenderski piłkarz wodny.

## Kariera sportowa
Landeweerd uczestniczył w igrzyskach olimpijskich trzykrotnie (1976, 1980 i 1984). Podczas swoich pierwszych igrzysk w 1976 zdobył brązowy medal wraz z reprezentacją Holandii w piłce wodnej.